# Micena

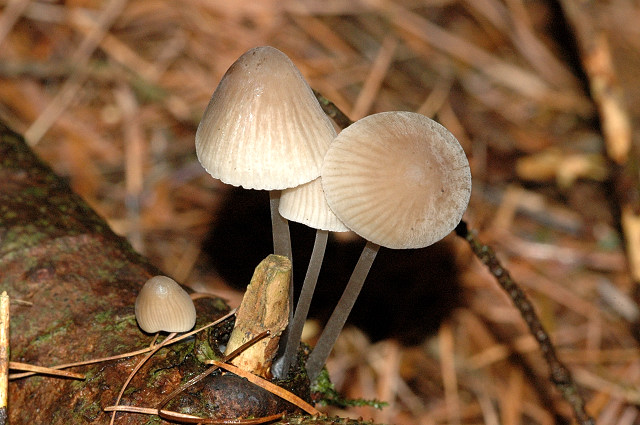
Mycena amicta

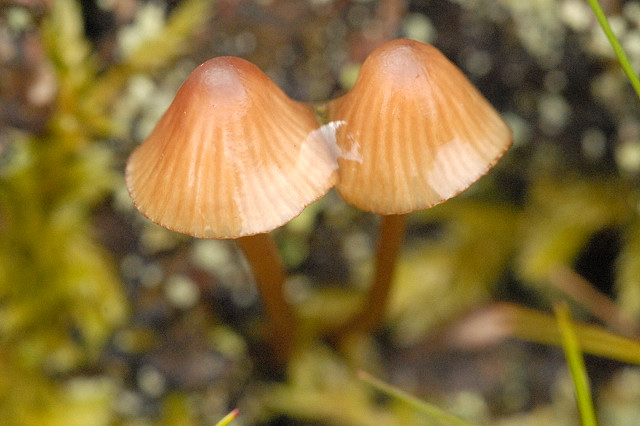
Mycena capillaripes

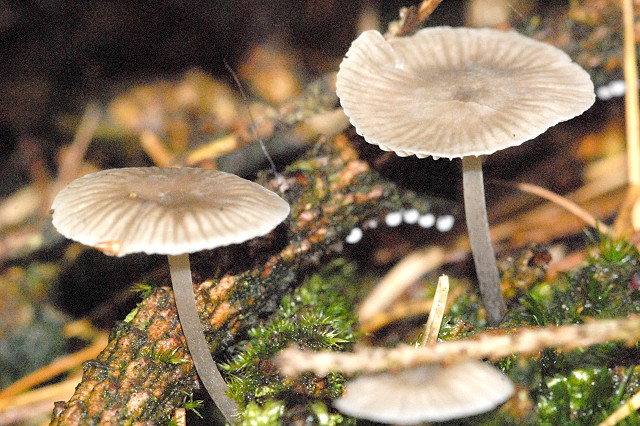
Mycena cinerella

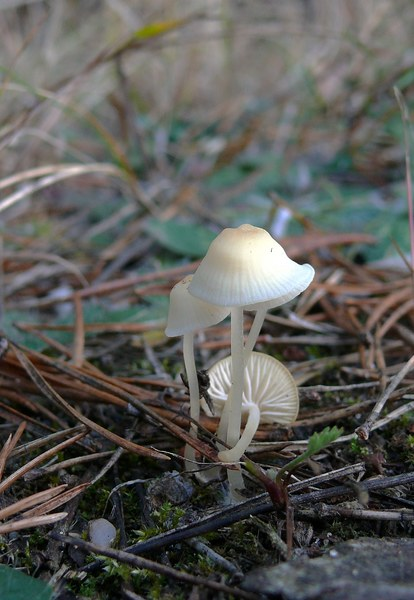
Mycena epipterygia

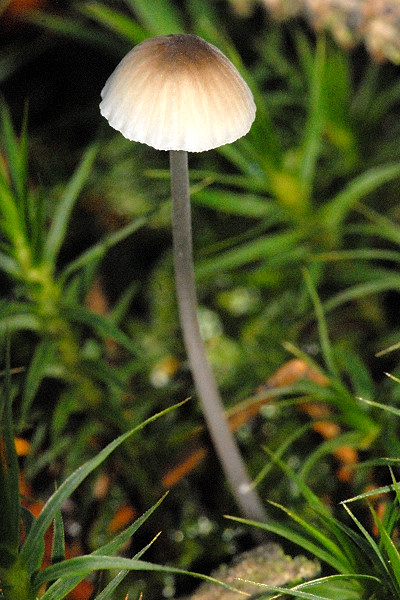
Mycena filopes

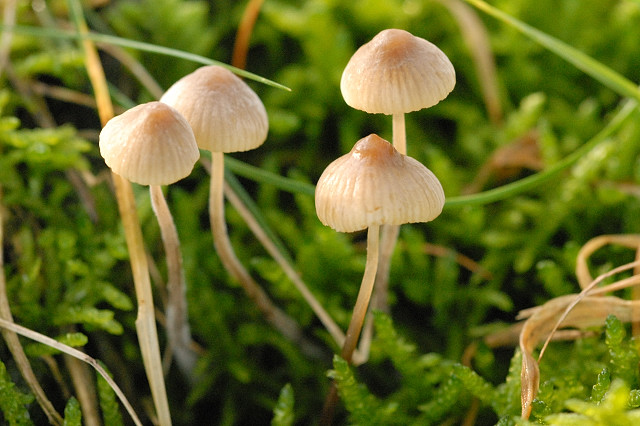
Mycena flavoalba

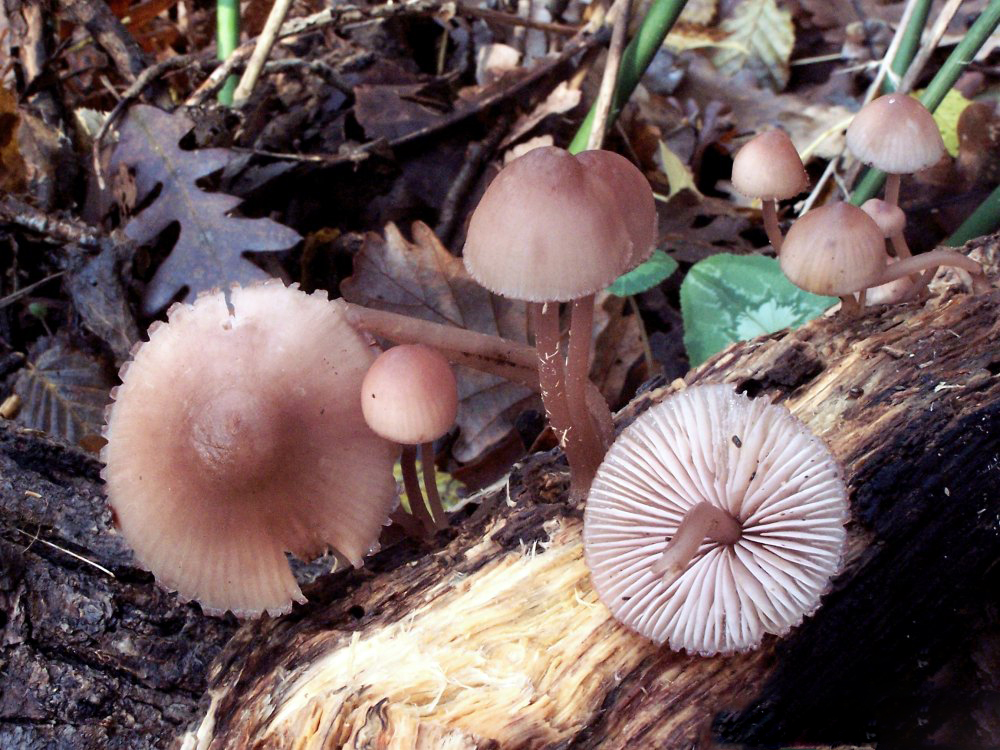
Mycena haematopus

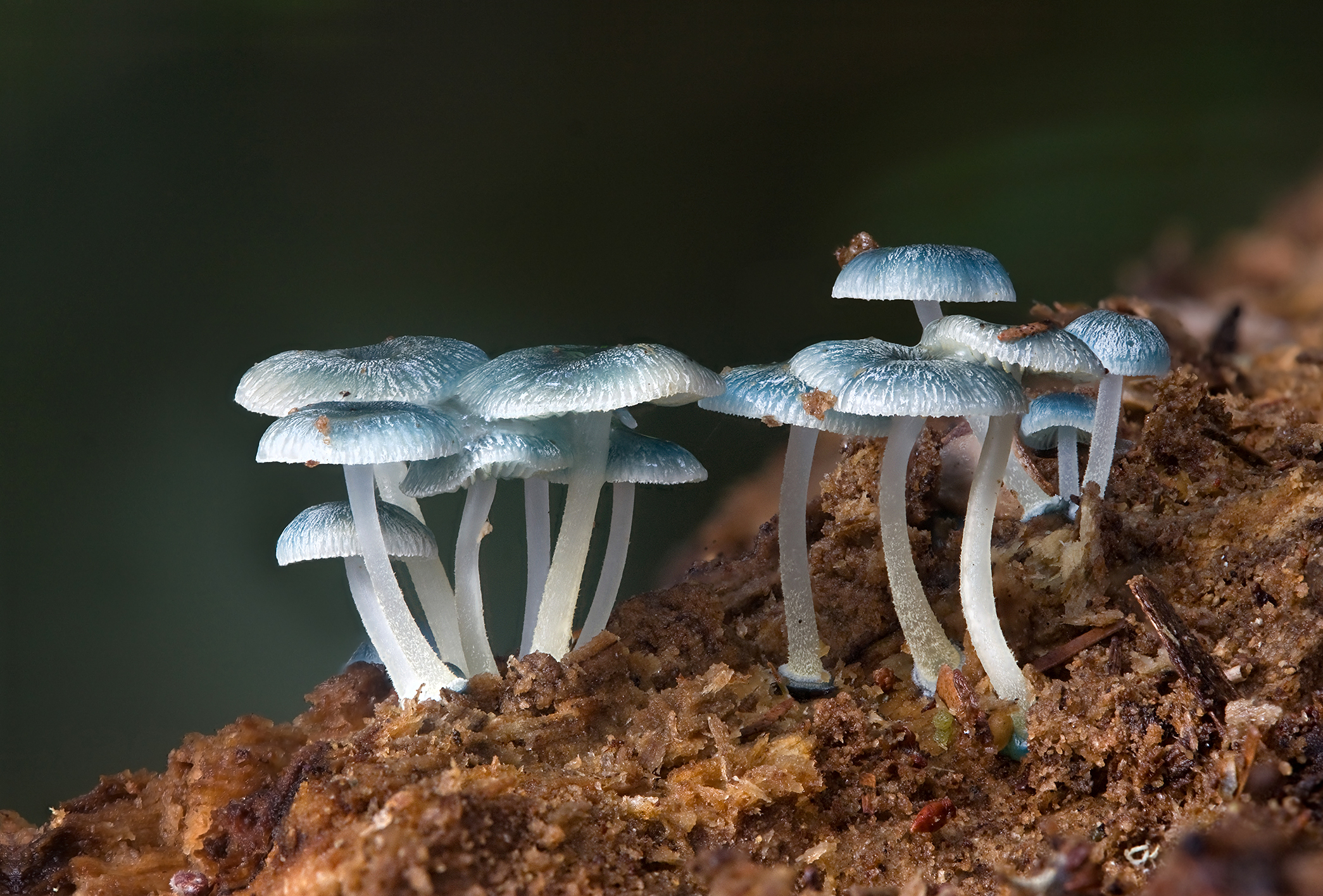
Mycena interrupta

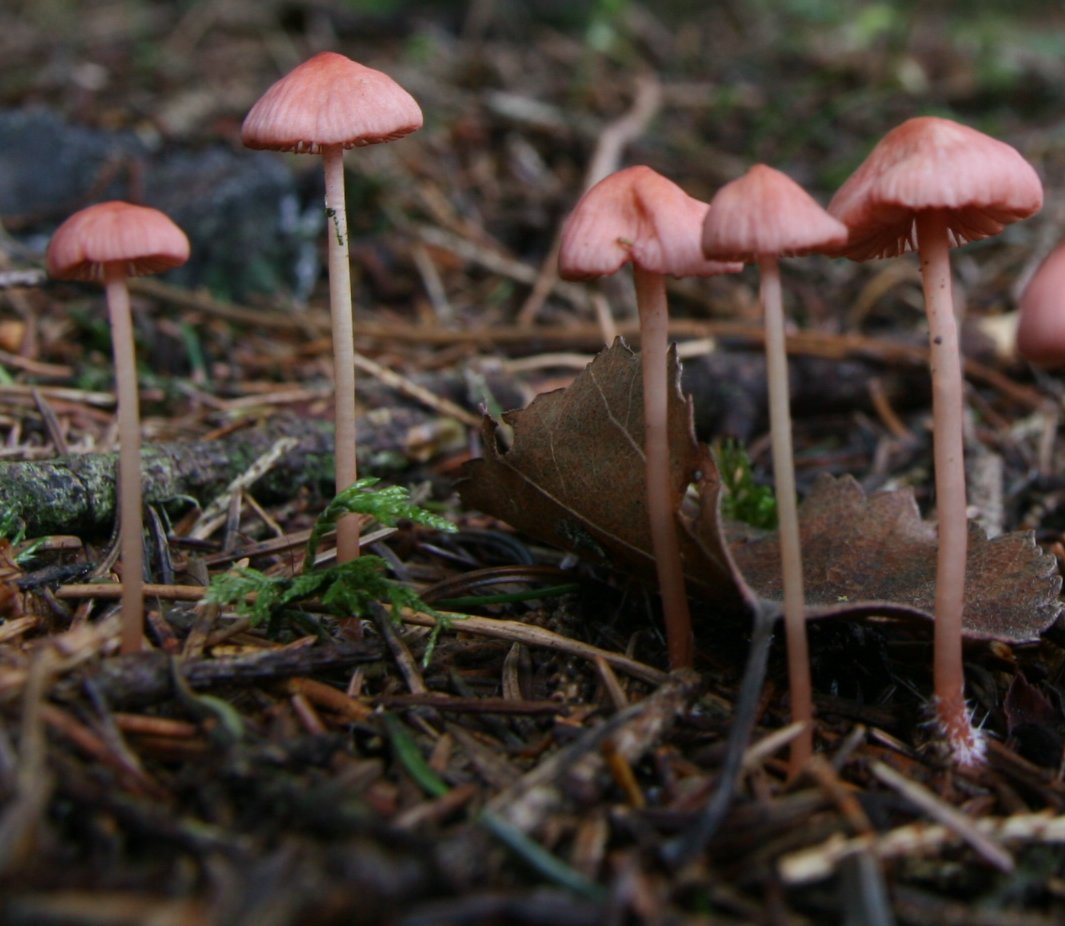
Mycena rosella

Les micenes o cama-secs micenoides (Mycena) són un gènere molt ampli de bolets agaricals de la família de les micenàcies (Mycenaceae). Són de mida mitjana a petita, fràgils, la majoria amb barret de cònic a campanulat i la cama prima, esvelta i llarga. Poden créixer solitàries, gregàries o en petites flotes. Se’n coneixen unes 1.300 espècies. Son fongs descomponedors (humícoles, foliícoles, lignícoles o corticícoles); en algunes espècies s’ha indicat una certa relació micorrízica.

## Etimologia
El mot Mycena deriva del grec mykos (fong).

## Descripció
- Són de petits a molt petits (rarament depassen els pocs cm de diàmetre), fràgils i membranosos.
- Barret cònic o acampanat.
- Cama prima i gens resistent.
- Coloració somorta: unes poques espècies (com ara, Mycena leaiana) són de colors brillants, però la majoria són de color gris o marró.
- L'esporada és blanca, amiloide i, de vegades, no amiloide. Les espores són el·lipsoidals o en forma de gota, llises i sense porus germinatiu.
- Algunes espècies traspuen una espècie de làtex quan es trenca la cama, i d'altres fan olor de lleixiu.
- Trenta-tres espècies són bioluminescents i capaces de crear una resplendor coneguda com a foc follet.
- Algunes espècies destaquen pel color de les arestes de les làmines, que prové de la coloració del contingut dels cistidis.
- Una característica microscòpica important és la forma dels queilocistidis, els quals poden ésser "en brotxa", o "ramificats en forma de banya" o "fusiformes".[6][7][8][9]

## Hàbitat
Són saprotròfics, i viuen al sòl o sobre fusta morta.

## Grups de micenes
- Micenes de llet: Micenes que en trencar la cama, exsuden líquid (transparent, lletós, ataronjat, sanguinolent)
- Micenes llenegoses: Micenes de barret i cama llenegoses
- Micenes de vora acolorida: Micenes de làmines amb l’aresta o vora acolorida
- Micenes amb disc basal: Micenes de cama fixada al substrat mitjançant un disc
- Micenes de colors vius: Micenes de colors vius (blau, verd, vermell, groc)
- Micenes lignícoles: Micenes que creixen sobre troncs, escorces o rels, amb o sense molsa
- Micenes humícoles: Micenes que creixen preferentment sobre fulles, pinyes o virosta.

## Observacions
Algunes espècies són comestibles i d'altres contenen toxines (com ara, Mycena cyanorrhiza que conté l'al·lucinogen psilocibina, i Mycena pura que conté muscarina).